# Popești (gmina Lădești)
Popești – wieś w Rumunii, w okręgu Vâlcea, w gminie Lădești. W 2011 roku liczyła 99 mieszkańców.